# Елич, Бранко
Бра́нко Е́лич (серб. Бранко Јелић; род. 5 мая 1977, Чачак, Кралево) — сербский футболист, нападающий.

## Клубная карьера
Елич начал свою профессиональную карьеру в 1995 году в «Бораце» из Чачака. За пять сезонов в Чачаке принял участие в 58 матчах, забил 19 мячей. В 1999 году перешёл в «Црвену Звезду», в составе которой дважды стал чемпионом Югославии и обладателем кубка. В финальном матче кубка 2001/02 против «Сартида» Бранко вышел на замену на 89 минуте. 14 сентября 1999 года дебютировал в еврокубках, выйдя на замену в игре с «Монпелье» первого раунда кубка УЕФА.
В 2003 году Елич перешёл в «Войводину» и провёл за сезон 21 игру, 6 раз отличился забитыми мячами. В начале 2004 года Елич стал игроком китайского клуба «Бэйцзин Гоань». По итогам сезона 2004/05 Бранко, забив 21 мяч, стал лучшим бомбардиром чемпионата, а также был признан футболистом года. Летом 2006 года Бранко вновь сменил клуб, на этот раз он присоединился к «Сямынь Ланьши».
В конце декабря 2007 года Бранко подписал контракт сроком до июля 2010 года с немецким клубом «Энерги Котбус». Елич дебютировал в Бундеслиге в матче с леверкузенским «Байером». 15 марта 2008 года серб забил 2 мяча в ворота «Баварии» и тем самым принёс своей команде сенсационную победу над мюнхенцами. По окончании сезона 2008/09 «Энерги» покинул Бундеслигу, и Елич стал свободным агентом.
В мае 2009 года серб решил отправиться в Австралию, родину его жены, и подписал трёхлетнее соглашение с клубом «Перт Глори». Первый матч Бранко в А-лиге пришёлся на встречу с «Аделаидой Юнайтед». В июне 2011 года, за год до окончания, контракт с Еличем был разорван, и игрок принял решение завершить футбольную карьеру. Нападающий успел провести за «Перт» 33 игры, в которых 7 раз отличился.

## Достижения

### Клубные
Црвена Звезда
- Чемпион Югославии (2): 1999/00, 2000/01
- Обладатель Кубка Югославии (2): 1999/00, 2001/02

### Личные
- Футболист года по версии Китайской футбольной ассоциации: 2005
- Лучший бомбардир Суперлиги Китая: 2004/05